# Nielsen (dokumentarfilm)
 For alternative betydninger, se Nielsen. (Se også artikler, som begynder med Nielsen)
Nielsen er en dansk dokumentarfilm fra 2015 instrueret af Cæcilie Østerby Sørensen.

## Handling
Nielsen er et portræt af performancekunstneren tidligere kendt som Claus Beck-Nielsen og senere som direktør i Das Beckwerk. I løbet af fire afsnit følger vi en mand, der har erklæret sig selv for død og gjort sin identitet til et kunstnerisk eksperiment, og vi oplever hvad der sker, når dette kunstneriske eksperiment interagerer med resten verden.